# Cuenca carbonífera de Puertollano

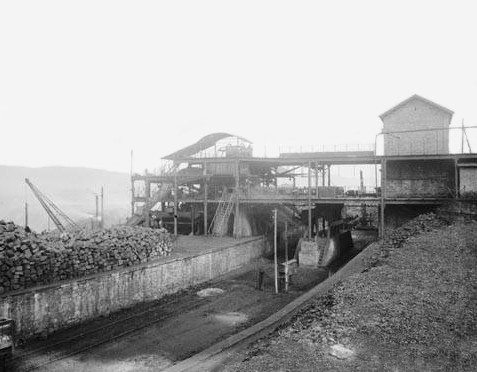
Vista de las instalaciones mineras de Puertollano, c. 1880.

La cuenca carbonífera de Puertollano está ubicada en la comarca del Campo de Calatrava, en la provincia de Ciudad Real (España), y tiene su principal núcleo en el municipio de Puertollano. Históricamente, esta zona ha sido explotada intensamente con fines mineros, habiéndose construido también industrias y diversas líneas férreas para dar salida al mineral extraído. En la actualidad, sin embargo, estas actividades se encuentran en franco declive. 

## Historia
En 1873 en la zona de Puertollano se produjo el hallazgo accidental de restos fósiles que llevaría al descubrimiento de importantes reservas de carbón. Durante los siguientes años se abrirían varias minas con el objetivo de extraer combustible fósil. Sin embargo, no sería hasta la llegada de la Sociedad Minera y Metalúrgica de Peñarroya (SMMP) cuando las actividades mineras alcancen su cénit. SMMP llegó a hacerse con la mayor parte de las explotaciones de la zona. Para comienzos del siglo XX las principales actividades de la compañía «Peñarroya» se articulaban en torno al Pozo Asdrúbal y el Pozo Norte, con una importante producción de carbón. A esto se uniría la destilación industrial de pizarra bituminosa, iniciada en 1916 a partir de los yacimientos que se habían descubierto tres años antes.
Tras la Guerra Civil, durante los años de posguerra las explotaciones de pizarra bituminosa pasaron a manos de la estatal ENCASO. En 1961 la SMMP, ante el declive de sus actividades mineras, cedió la propiedad de sus instalaciones y explotaciones en la cuenca minera al Instituto Nacional de Industria (INI). Este a su vez decidió reactivar las actividades en la zona y creó la Empresa Nacional Carbonífera del Sur (ENCASUR), para hacerse cargo de los yacimientos mineros de la cuenca. Las explotaciones subterráneas se mantuvieron activas hasta el período comprendido entre 1970 y 1975, fecha en que se clausuraron la mayoría de ellas. Como resultado, gran parte de las antiguas instalaciones mineras fueron desmanteladas, lo que supuso la pérdida de numeroso patrimonio de carácter histórico. A partir de 1976 la empresa ENCASUR se asentó plenamente en Puertollano y comenzó a explotar las minas «a cielo abierto», situación que se ha mantenido hasta entrado el siglo XXI.

## Red ferroviaria

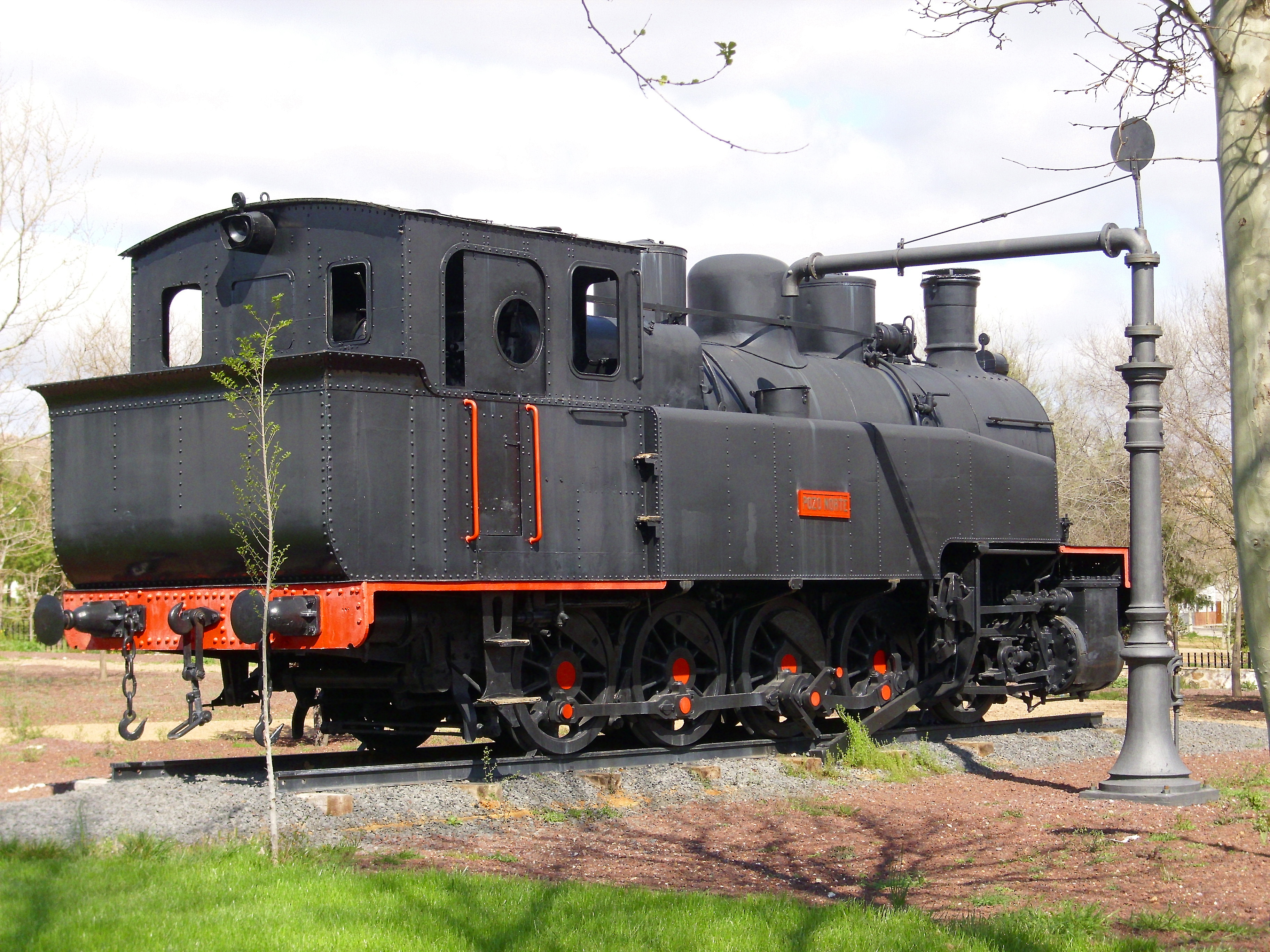
Antigua locomotora de vía ancha empleada por SMMP en sus explotaciones de Puertollano.

En torno a las minas se artículó un conjunto de instalaciones e industrias diversas. SMMP llegó a levantar lavaderos y cargaderos de mineral, una destilería de pizarra, barrios obreros, una central térmica, etc. Para conectar las distintas instalaciones y yacimientos que existían al sur del casco urbano se construyeron numerosos ramales ferroviarios de ancho ibérico y vía estrecha, que llegaban a la estación de la línea Madrid-Badajoz. SMMP llegó a disponer de toda una red ferroviaria, con su propia dotación de locomotoras, así como talleres de reparación o cocheras. Además, construyó un ferrocarril que enlazaba Peñarroya con Puertollano.